# Bistum Yujiang
Das Bistum Yujiang (lat.: Dioecesis Iuchiamensis) ist ein römisch-katholisches Bistum mit Sitz in Yujiang in der Volksrepublik China.

## Geschichte
Papst Leo XIII. gründete das Apostolische Vikariat Ostjiangxi mit dem Breve Ex hac sublimi am 2. August 1929 aus Gebietsabtretungen des Apostolischen Vikariates Nordjiangxi. 1920 und 1921 änderte es seinen Namen zweimal, zunächst nahm es am 25. August 1920 den Namen, Apostolisches Vikariat Fuzhou, und am 1. Juni 1921, Apostolisches Vikariat Yükiang, an.
Am 29. November 1932 verlor es Teile des Territoriums zugunsten der Errichtung der Apostolischen Präfektur Kienchangfu. Mit der Apostolischen Konstitution Quotidie Nos wurde es am 11. April 1946 zum Bistum erhoben. 1990 wurde Thomas Zeng Jing-mu zum geheimen Bischof, der lange Zeit in Haft verbracht hat.

## Ordinarien

### Apostolische Vikare von Ostjiangxi
- Casimir Vic CM (11. Juli 1885–2. Juni 1912)
- Jean-Louis Clerc-Renaud CM (19. August 1912–25. August 1920)

### Apostolischer Vikar von Fuzhou
- Jean-Louis Clerc-Renaud CM (25. August 1920–1. Juni 1921)

### Apostolische Vikare von Yükiang
- Jean-Louis Clerc-Renaud CM (1. Juni 1921–5. Januar 1928)
- Edward T. Sheehan CM (29. Januar 1929–6. September 1933)
- Paul Bergan Misner CM (10. Dezember 1934–3. November 1938)
- William Charles Quinn CM (28. Mai 1940–11. April 1946)

### Bischöfe von Siping
- William Charles Quinn CM (1946–1960)
- Huang Shu (1958–1970)
- Thomas Zeng Jing-mu (1988–2012)
- John Peng Weizhao (seit 2014)